# Ithomia epona
Ithomia epona är en fjärilsart som beskrevs av William Chapman Hewitson 1869. Ithomia epona ingår i släktet Ithomia och familjen praktfjärilar. Inga underarter finns listade i Catalogue of Life.